# ヴェルゲレート
ヴェルゲレート（伊: Verghereto）は、イタリア共和国エミリア＝ロマーニャ州フォルリ＝チェゼーナ県にある、人口約1,800人の基礎自治体（コムーネ）。

## 地理

### 位置・広がり
フォルリ＝チェゼーナ県南部に位置し、トスカーナ州、マルケ州と境を接する。

#### 隣接コムーネ
隣接するコムーネは以下の通り。括弧内のARはアレッツォ県、RNはリミニ県所属を示す。
- バディーア・テダルダ (AR)
- バーニョ・ディ・ロマーニャ
- カステルデルチ (RN)
- キウージ・デッラ・ヴェルナ (AR)
- ピエーヴェ・サント・ステーファノ (AR)
- サンターガタ・フェルトリア (RN)
- サルシナ

### 気候分類・地震分類
ヴェルゲレートにおけるイタリアの気候分類 (it) および度日は、zona F, 3153 GGである。
また、イタリアの地震リスク階級 (it) では、zona 2 (sismicità media) に分類される。

## 行政

### 分離集落
ヴェルゲレートには以下の分離集落（フラツィオーネ）がある。
- Alfero, Balze, Capanna, Castellane, Castelpriore, Ceregiacoli, Colorio, Corneto, Donicilio, Falera, La Strada, Mazzi, Montecoronaro, Montione, Nasseto, Para, Pastorale, Pereto, Piantrebbio, Renicci, Riofreddo, Ronco dell'Asino, S. Alessio, Tavolicci, Trappola, Velle, Villa di Corneto, Ville di Montecoronaro

## 姉妹都市
- Source-Seine、フランス 2002年
- メリッサーノ、イタリア 2007年